# Cyrtandra engleri
Cyrtandra engleri là một loài thực vật có hoa trong họ Tai voi. Loài này được Koord. mô tả khoa học đầu tiên năm 1898.